# Birds of Fire
| Recensione          | Giudizio     |
| ------------------- | ------------ |
| AllMusic            | [ 1 ]        |
| Robert Christgau    | A-           |
| Storia della musica | [ 3 ]        |
| Sputnikmusic        | 4.5 (Superb) |

Birds of Fire è il secondo album della Mahavishnu Orchestra, pubblicato nel marzo del 1973.

## Descrizione
The Inner Mounting Flame e Birds of Fire, tesi alla ricerca di un messaggio intriso di misticismo indiano, sono dei classici e offrono alcune delle migliori sintesi del jazz-rock. L'espressività del chitarrista britannico John McLaughlin trovò una sintonia elettiva con il batterista Billy Cobham e la sua ritmica propulsiva. A questo si aggiungono la dinamica sonora enfatizzata dal tastierista Jan Hammer e la ricerca di moduli espressivi orientali, ispirati all’iteratività del mantra, mentre l’improvvisazione fa riferimento alla tradizione jazz.

## Curiosità
Miles Beyond è un tributo del chitarrista a Miles Davis. 
Il disco è stato rimasterizzato e pubblicato su CD dall'etichetta discografica Sony Music Entertainment nel 2000.

## Tracce
Tutti i brani sono stati composti da John McLaughlin
Lato A
1. Birds of Fire – 5:44
2. Miles Beyond (Miles Davis) – 4:41
3. Celestial Terrestrial Commuters – 2:55
4. Sapphire Bullets of Pure Love – 0:21
5. Thousand Island Park – 3:21
6. Hope – 1:57

Lato B
1. One Word – 9:56
2. Sanctuary – 5:06
3. Open Country Joy – 3:54
4. Resolution – 2:09

## Formazione
- John McLaughlin - chitarra
- Jan Hammer - tastiere, moog
- Jerry Goodman - violino
- Rick Laird - basso
- Billy Cobham - percussioni

Note aggiuntive
- Mahavishnu Orchestra - produttori
- Registrazioni effettuate al Trident Studios di Londra (Inghilterra) ed al CBS Studios di New York City, New York (Stati Uniti) nell'agosto del 1972[7]
- Ken Scott - ingegnere delle registrazioni (Trident Studios)
- Jim Green - ingegnere delle registrazioni (CBS Studios)
- Ashok (Chris Poisson) - design album
- Pranavananda - fotografie[8]